# Calle Antonia López de Bello
La calle Antonia López de Bello es una arteria intercomunal de Santiago de Chile que conecta la Vega Central con el barrio Bellavista, a través del barrio Patronato, zonas que en la época de La Colonia formaban parte del sector conocido con el nombre de La Chimba.
Su nombre es en homenaje a la madre del político y jurista venezolano-chileno Andrés Bello, casada con Bartolomé Bello, abogado de la Audiencia de la ciudad de Caracas, Venezuela. La calle, anteriormente conocida como «Andrés Bello», adquirió su nombre actual el 17 de julio de 1964, cuando fue publicada en el Diario Oficial la Ley 15.609 que modificaba su denominación.

## Características
Con tránsito en una sola dirección, de poniente a oriente, nace en la intersección con la avenida Independencia, en la comuna homónima, extendiéndose hasta la comuna de Providencia. Las calles que la cruzan o dan a Antonia López de Bello después de su comienzo son: el pasaje Diego de Almeyda, la avenida La Paz, —donde entra en la comuna de Recoleta—las calles Salas, Gandarillas, Nueva Rengifo, Trieste, Trento, la avenida Recoleta, Manzano, Patronato, Río de Janeiro, Loreto, Bombero Núñez, Purísima, Ernesto Pinto Lagarrigue, Pío Nono —donde comienza la comuna de Providencia—, Constitución, Mallinkrodt, Chucre Manzur —donde se encuentra la Plaza Camilo Mori y el Castillo Lehuedé—, Crucero Exeter (entrada y más adelante salida la misma calle), Capellán Abarzúa, Arzobispo Casanova y muere en Melchor de Concha y Toro.
En el tramo inscrito en el barrio Patronato, entre la avenida Recoleta y Loreto, se concentra la mayor oferta de supermercados y restaurantes orientales de Santiago, diversificándose hasta el punto de encontrar pastelerías coreanas y tiendas de venta de conciertos y artículos de K-pop, películas y series coreanas en DVD.
Antonia López de Bello tiene famosos restaurantes en la zona del barrio Bellavista, como el mítico Venezia, de más de medio siglo de historia y que solía frecuentar el poeta Pablo Neruda, especializado en comida típica chilena (queda en la esquina surponiente con Pío Nono, entrada por esta última calle); entre Purísima y Ernesto Pinto Lagarrigue se encuentra El Otro Sitio, conocido por su comida peruana, y entre Constitución y Mallinkrodt (n.º 0125) está la sede histórica del bar arte La Casa en el Aire, con conciertos por las noches.

## Galería

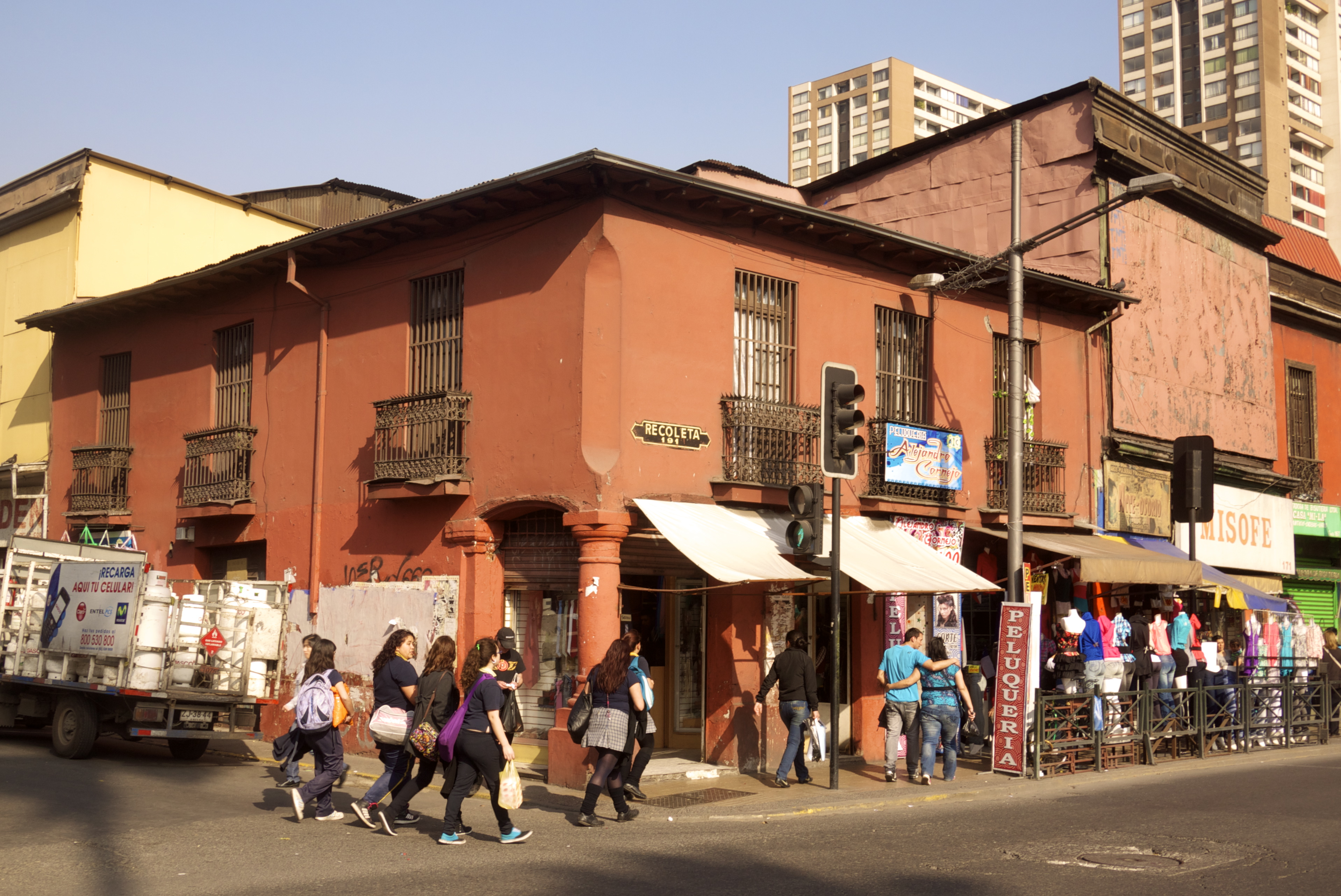
Casa del Pilar de Esquina, en la esquina con Recoleta.
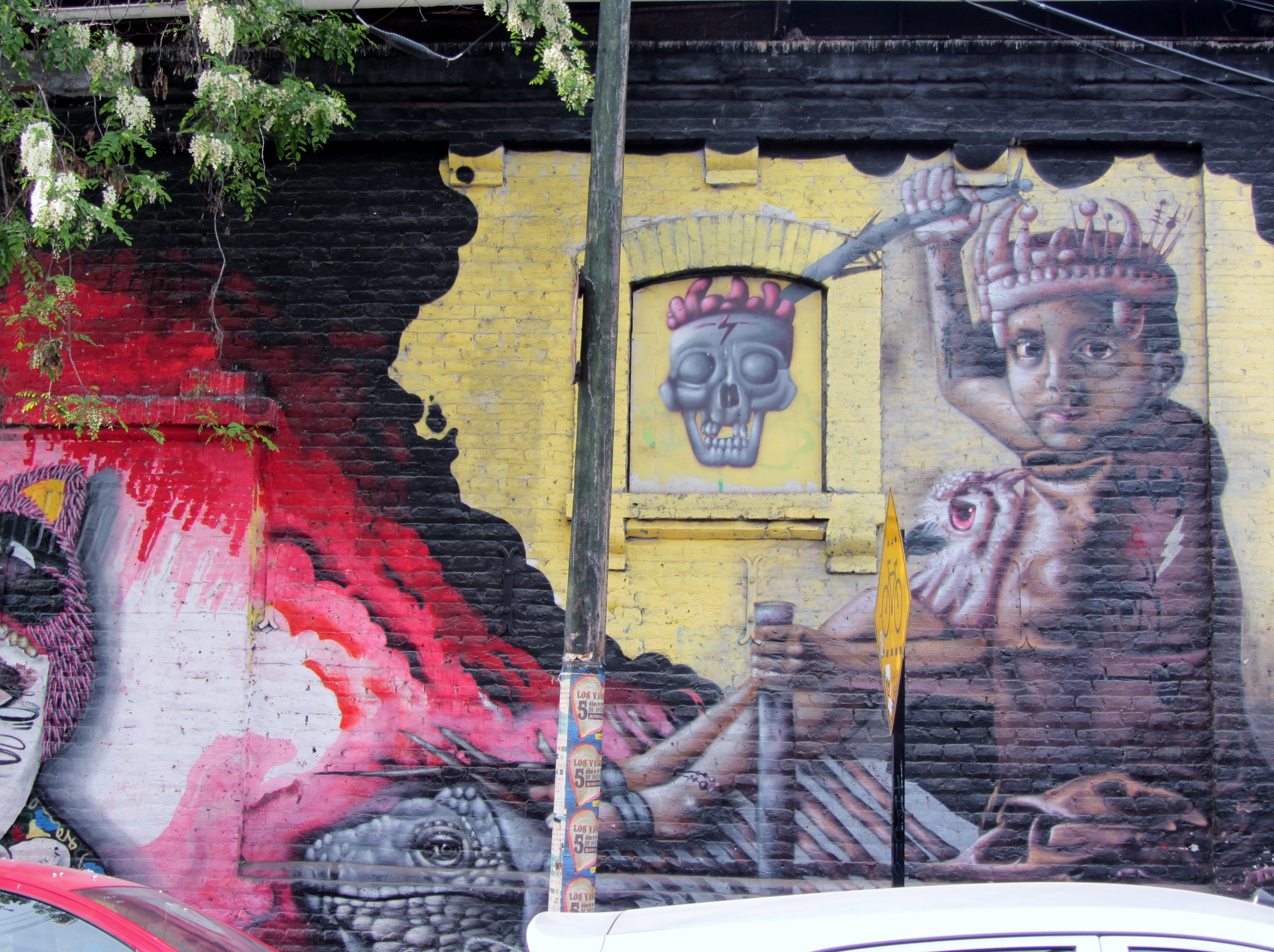
Grafiti en la esquina norponiente con Pío Nono.
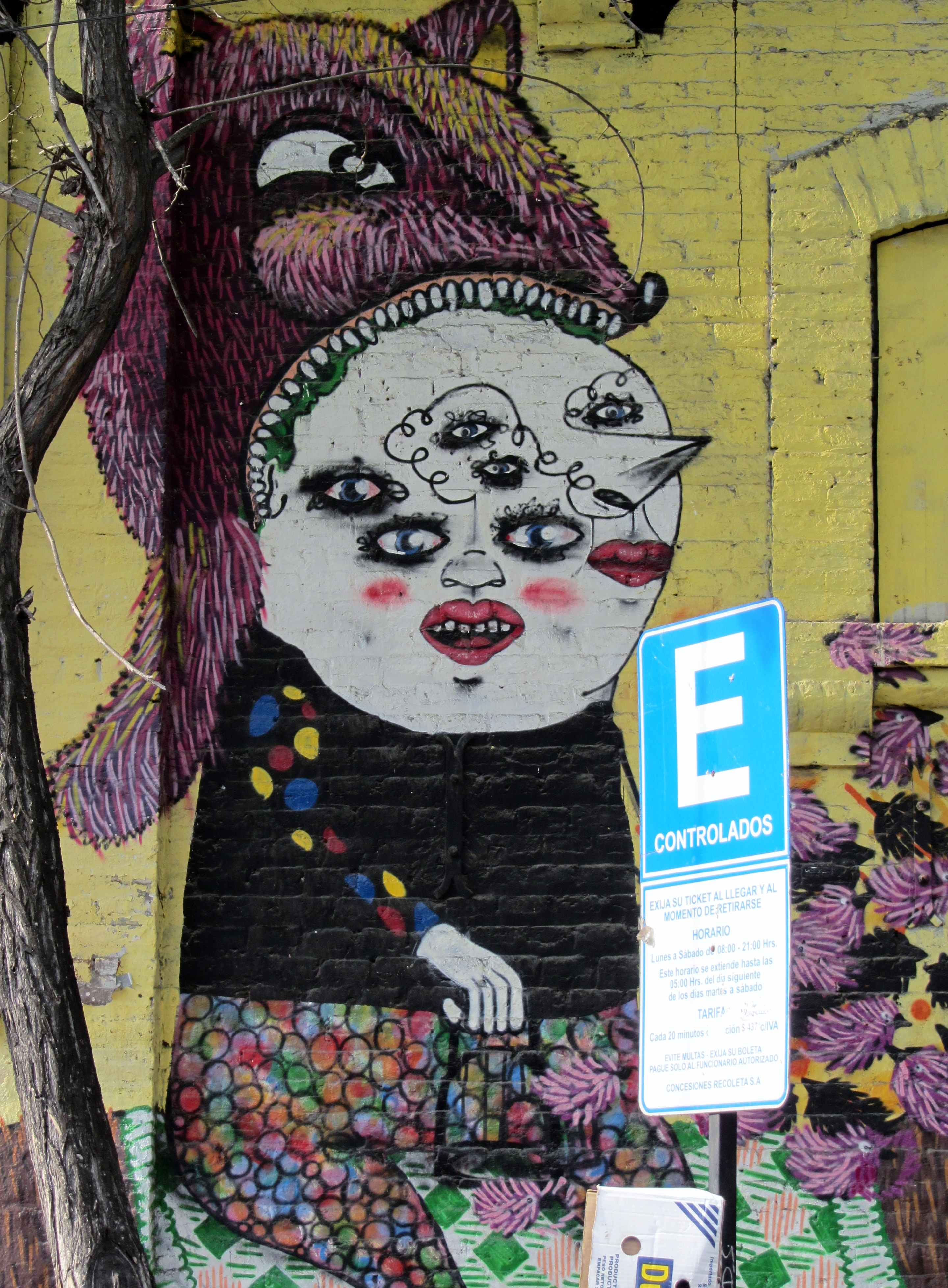
Grafiti entre Ernesto Pinto Lagarrigue y Pío Nono, casi al llegar a esta última calle.
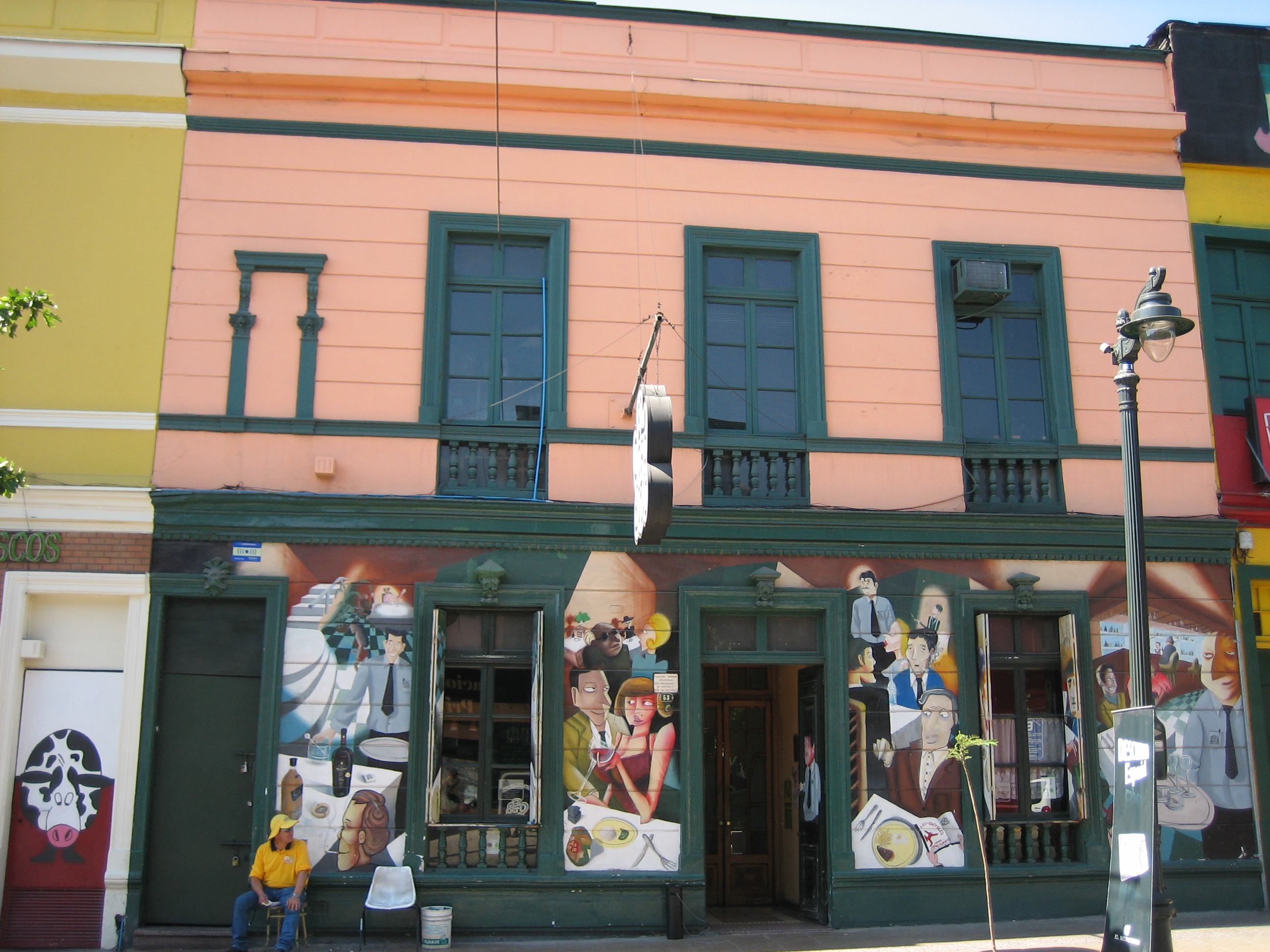
Grafiti en la fachada de El Otro Sitio.